# Empty Hearts
Empty Hearts är en svensk rockgrupp som bildades i Klippan hösten 1963. Namnet antogs 1964 och kommer av den fjärde låten på Rolling Stones LP-skiva Around and Around, som heter Empty Heart.
Bandet spelar fortfarande på 60-talsgalor och festivaler.

## Medlemmar (2009)
- Arne Dervall (född 1948, bas och sång)
- Hans-Ove Larsson "Oskar Typing" (född 1950, sång)
- Anders Ehrenstråle (född 1949, gitarr och sång)
- Jimmy Witlock (född 1974, trummor)
- Rune Dervall (född 1953, gitarr och sång)